# Bâtisse industrielle de Trois-Rivières
La Bâtisse industrielle de Trois-Rivières, aussi appelé Bâtisse industrielle du parc de l'Exposition, ou simplement Bâtisse industrielle, est un lieu d'expositions et d'événements situé à Trois-Rivières, au Québec, Canada. Construit en 1938, le bâtiment est adjacent au Colisée de Trois-Rivières. Il se trouve au cœur du parc de l'Exposition, un complexe de sports et de divertissements.